# 爵士经典曲
爵士樂標準（Jazz standards）常用于指代非常流行的爵士音乐作品。由于它们在爵士音乐家中被熟知，并且经常被不同的爵士音乐家所演奏、录制，还在听众中流传甚广，所以它们在爵士音乐家的演出曲目中有重要的地位。并没有固定的所谓“爵士樂標準列表”，并且被认为是经典的爵士曲目也随着时代的改变而改变。在几个主要的“和弦谱（fake book）”出版物（流行爵士曲目的乐谱合集）以及爵士工具书中包含的曲目可以大致作为“哪些曲目可以算得上是爵士经典曲”的指导。
并不是所有的爵士经典曲都是由爵士音乐家所作。在美国，许多的爵士经典曲实际上是叮砰巷的流行歌曲、百老汇音乐剧中的音乐或歌曲，或者是好莱坞的歌舞片。出产爵士经典曲的黄金时代是所谓的“摇摆乐时代”，一些爵士经典曲亦出自“十九世纪的过渡时期、拉格泰姆、经典的布鲁斯和早期的爵士乐、……亦可能出自二十世纪的芝加哥爵士、三十年代和四十年代的摇摆乐、咆勃爵士和硬咆勃、巴萨诺瓦、调式爵士甚至是自由爵士”。
在1930年之前，被录音最多的爵士经典曲是W. C. 汉迪所作的《St. Louis Blues》，在此之后，霍奇·卡迈克尔的《Stardust》取代了这个位置。当今，这个位置则由强尼·格林所作的《Body and Soul》所占据。而由爵士音乐家所作的，被录音最多的爵士经典曲是塞隆尼斯·孟克所作的《'Round Midnight》

## 功能
爵士经典曲往往是爵士音乐家演出曲目的基础，亦是即兴和编曲的基础。在自发组织的爵士音乐家聚会（即所谓的“jam session”）中，演奏爵士经典曲具有不可或缺的地位，因为它在互不相识的音乐家们之间建立了交集。爵士经典曲的表现形式并不是确定的，它们的旋律、和声、节奏以及演奏乐器都可以随着音乐家的喜好而任意改动。然而，音乐家演奏的音乐亦时常会受到爵士经典曲本身的风格与时代的影响。

## 形式

### 32小节形
许多爵士经典曲都有32个小节。在这个大类中，又可以分出以下小类：
- AABA：在A段结束后，重复一遍A段，紧接着会有一个过渡段（英语：Bridge (music)）B，接以一个重复的A段变奏，最后常常还会加上一个尾声作结尾。这种基于歌曲的AABA形式在老式的香颂和流行曲中非常典型。摇摆曲《搭乘A号列车》即为这种AABA的形式。
- ABAB'：经典摇摆曲《月亮有多高》即以这种32个小节的ABAB'形式写成。在相同的和声走向的基础上，查理·帕克通过即兴创作出了一段新的旋律，与原曲相对安静的基调相比，他的旋律由大段的八分音符跑动所组成。这段即兴创作的旋律后来亦称为了一首爵士经典曲《Ornithology》。

### 12或24小节形
这一类形式往往与布鲁斯的形式息息相关（因为布鲁斯曲目往往由12个小节组成）。与布鲁斯音乐的形式密切相关的爵士经典曲有如《Straight No Chaser》以及塞隆尼斯·孟克所作的《Blue Monk》。许多爵士经典曲拓展了布鲁斯的形式，使之成为了一个单独的音乐分类爵士布鲁斯。例如，在《Bessie's Blues》一曲中，从I级和弦转到IV级和弦仅仅在两个小节内就提前完成了（在12小节布鲁斯中，I级和弦往往会持续4个小节，然后再转至IV级和弦），在最后一个小节又以V级和弦取代了I级和弦，由于V级和弦是一个属和弦，具有引导至主和弦的功能，从而使得整个乐段得以重复。另外一个例子是查理·帕克在《Au Privave》和《Blues for Alice》中的和声，全曲中，仅有第1、5、9小节是与布鲁斯的形式完全吻合（即分别使用了I级、IV级、V级和弦），中间的小节则以五度下降的方式进行填充。

### 爵士圆舞曲
另外一种常见的爵士经典曲形式是爵士圆舞曲，它在3/4拍的基础上应用了摇摆曲的节奏，这样做的结果通常是在曲中出现变化的复节奏、切分音和重音。《All Blues》即是以这种形式所作的一首爵士经典曲，它比较舒缓；与此相对的例子是《My Favorite Things》，它的节奏相对较快一些。

### 新形式
自从20世纪50年代开始，拉丁美洲以及非洲音乐的节奏与主题、以及旋律与和声上的发展，极大地充实了爵士曲目的形式。在20世纪60年代以及70年代初，爵士音乐家对于音乐实验的热情，使得自由爵士代替甚至是瓦解了所有约定俗成的套路，这也通过爵士经典曲反映了出来。20世纪70年代后，虽然爵士乐也在一定的程度上回归了传统，亦即在爵士经典曲目的主题与形式上进行即兴，然而从实验性质的音乐中获取的经验却在即兴演奏中以多种不同的形式组合了起来。爵士经典曲目就像爵士乐本身一样，在今天依然变化无穷。

## 爵士经典曲集
爵士音乐家会使用不同的爵士经典曲曲集，其中尤其受欢迎的是所谓的《Real Book》，它有许多不同的版本。其中最出名的是“合法（legal）”和“非法（illegal）”版。非法版是最早的版本，由流传在乐手之间的谱子编撰而成，合法版则是在此之后有公司付给了曲谱作者版税，整理發行的版本。除此之外，《557 Standards》也受到了许多爵士音乐家的欢迎。